# The Yellow Kid
The Yellow Kid var hovedpersonen i Hogan's Alley, en af verdens første tegneserier og den første som blev trykt i farver. The Yellow Kid var en dreng med et fjollet grin og en gul natskjorte som holdt til i en baggyde, som var fyldt med flere andre sære personer. Han udtrykte sig ikke med de almindelige talebobler, men derimod blev hans replikker skrevet på natskjorten. Hans sprog var typisk ghetto-præget.
Tegneserien blev tegnet af Richard Outcault. Den blev først trykt i Joseph Pulitzers New York World i 1895, men blev senere flyttet til William Rudolph Hearsts New York Journal i 1897. Pulitzer ansatte derfor en anden tegner til at tegne serien for World, så i en periode var der to konkurrerende Yellow Kid-serier.